# روغن‌کشی

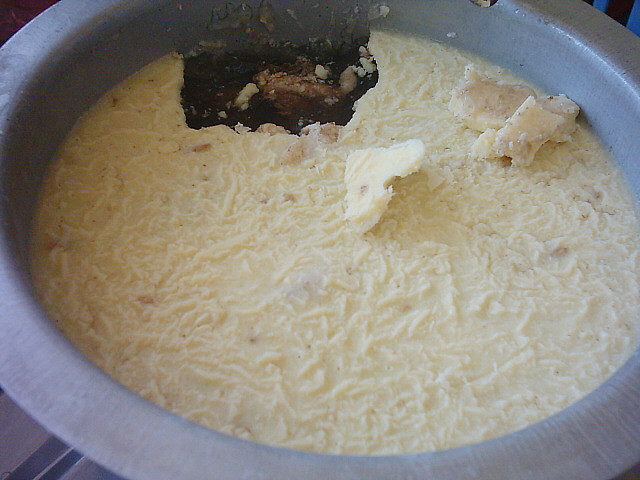
جدا کردن روغن از سوپ گوشت

روغن‌کشی، عصاری یا چربی‌گیری به فرایند جداسازی اسیدهای چرب از هر چیز گفته می‌شود.
روغن‌کشی یکی از قدیمی‌ترین فعالیت‌های بشر در زمینه صنایع غذایی است.
عصاری از صنایع باستانی ایران است. چرخ عصاری؛ دستگاهی بوده برای روغن کشی تشکیل شده از استوانه‌ای چوبین به قطر ۲ تا ۳ متر و ارتفاع یک متر که در زمین نصب کنند. سطح بالایی استوانه به شکل قیف تراشیده شده و تیری ضخیم به ارتفاع ۶ تا ۷ متر که انتهای آن تراشیدگی دارد و مطابق دهانهٔ پایین استوانه است در آن استوانه قرار می‌دادند. به انتهای تیر رشته‌ای چرمین می‌بستند و سر رشته را به گردن اسبی یا گاوی که در کنار استوانه ایستاده می‌انداختند تا اسب یا گاو را به حرکت دورانی وادارد.
در ایران چندین بنای تاریخی با عنوان عصارخانه به ثبت رسیده است.